# 劳基尼斯
劳基尼斯（西班牙語：Lauquíniz）是西班牙巴斯克自治区比斯开省的一个市镇。总面积8平方公里，总人口995人（2001年），人口密度124人/平方公里。